# منبع آب قدیمی
منبع آب قدیمی مربوط به دوره پهلوی اول است و در دزفول، جنب پل سوم (پل مقاومت)، دور میدان رودبند واقع شده و این اثر در تاریخ ۷ خرداد ۱۳۸۷ با شمارهٔ ثبت ۲۳۰۰۸ به‌عنوان یکی از آثار ملی ایران به ثبت رسیده است.